# Martina Ratej
Martina Ratej (ur. 2 listopada 1981 w Loče) – słoweńska lekkoatletka specjalizująca się w rzucie oszczepem.
W 2008 roku reprezentowała Słowenię na igrzyskach olimpijskich w Pekinie gdzie ostatecznie zajęła odległe 37. miejsce i nie awansowała do finału. Uczestniczka mistrzostw świata w Berlinie (2009) gdzie zajęła 11. pozycję. Brązowa medalistka igrzysk śródziemnomorskich w roku 2009. Reprezentantka Słowenii m.in. w pucharze Europy, drużynowych mistrzostwach Europy i pucharze Europy w rzutach. Rekord życiowy: 67,16 (14 maja 2010, Doha). Wynik ten jest aktualnym rekordem Słowenii.

## Osiągnięcia
| Rok  | Impreza                                  | Miejsce               | Lokata            | Wynik |
| ---- | ---------------------------------------- | --------------------- | ----------------- | ----- |
| 2000 | Mistrzostwa świata juniorów              | Santiago              | el. – 8. miejsce  | 46,83 |
| 2006 | Zimowy puchar Europy                     | Tel Awiw-Jafa         | 7. miejsce        | 47,76 |
| 2006 | I liga pucharu Europy                    | Saloniki              | 4. miejsce        | 57,49 |
| 2006 | Mistrzostwa Europy                       | Göteborg              | el. – 10. miejsce | 55,49 |
| 2007 | Zimowy puchar Europy                     | Jałta                 | 4. miejsce        | 56,47 |
| 2008 | Zimowy puchar Europy                     | Split                 | 1. miejsce        | 63,16 |
| 2008 | Igrzyska olimpijskie                     | Pekin                 | el. – 37. miejsce | 55,30 |
| 2009 | Zimowy puchar Europy                     | Teneryfa              | 8. miejsce        | 57,32 |
| 2009 | Igrzyska Śródziemnomorskie               | Pescara               | 3. miejsce        | 59,08 |
| 2009 | Mistrzostwa świata                       | Berlin                | 11. miejsce       | 57,57 |
| 2009 | Światowy finał lekkoatletyczny           | Saloniki              | 8. miejsce        | 56,21 |
| 2010 | Zimowy puchar Europy                     | Arles                 | 1. miejsce        | 65,96 |
| 2010 | I liga drużynowych mistrzostw Europy     | Budapeszt             | 2. miejsce        | 59,77 |
| 2010 | Mistrzostwa Europy                       | Barcelona             | 7. miejsce        | 60,99 |
| 2011 | I liga drużynowych mistrzostw Europy     | Izmir                 | 1. miejsce        | 61,53 |
| 2011 | Mistrzostwa świata                       | Daegu                 | 7. miejsce        | 61,65 |
| 2012 | Zimowy puchar Europy                     | Bar                   | 1. miejsce        | 63,59 |
| 2012 | Mistrzostwa Europy                       | Helsinki              | el. – 21. miejsce | 51,69 |
| 2012 | Igrzyska olimpijskie                     | Londyn                | 7. miejsce        | 61,62 |
| 2013 | Zimowy puchar Europy                     | Castellón de la Plana | 6. miejsce        | 58,19 |
| 2013 | II liga drużynowych mistrzostw Europy    | Kowno                 | 1. miejsce        | 62,60 |
| 2013 | Igrzyska śródziemnomorskie               | Mersin                | 1. miejsce        | 60,28 |
| 2013 | Mistrzostwa świata                       | Moskwa                | el. – 20. miejsce | 57,95 |
| 2014 | Mistrzostwa Europy                       | Zurych                | 6. miejsce        | 61,58 |
| 2015 | Zimowy puchar Europy w rzutach           | Leiria                | 1. miejsce        | 62,43 |
| 2015 | Mistrzostwa świata                       | Pekin                 | el. – 23. miejsce | 59,76 |
| 2016 | Mistrzostwa Europy                       | Amsterdam             | 6. miejsce        | 60,65 |
| 2016 | Igrzyska olimpijskie                     | Rio de Janeiro        | el. – 18. miejsce | 59,76 |
| 2017 | Puchar Europy w rzutach                  | Las Palmas            | 1. miejsce        | 60,66 |
| 2017 | II liga drużynowych mistrzostw Europy    | Tel Awiw-Jafa         | 3. miejsce        | 60,64 |
| 2017 | Mistrzostwa świata                       | Londyn                | 9. miejsce        | 61,05 |
| 2018 | Puchar Europy w rzutach                  | Leiria                | 4. miejsce        | 59,28 |
| 2018 | Mistrzostwa Europy                       | Berlin                | 4. miejsce        | 61,41 |
| 2019 | II liga drużynowych mistrzostw Europy    | Varaždin              | 2. miejsce        | 56,87 |
| 2019 | Mecz Europa – USA                        | Mińsk                 | 6. miejsce        | 58,64 |
| 2019 | Mistrzostwa świata                       | Doha                  | 10. miejsce       | 58,98 |
| 2022 | Mistrzostwa Europy                       | Monachium             | 5. miejsce        | 59,36 |
| 2023 | II dywizja drużynowych mistrzostw Europy | Chorzów               | 7. miejsce        | 56,14 |
| 2023 | Mistrzostwa świata                       | Budapeszt             | el. – 29. miejsce | 54,41 |
| 2024 | Mistrzostwa Europy                       | Rzym                  | el. – 16. miejsce | 56,34 |
| 2025 | II dywizja drużynowych mistrzostw Europy | Maribor               | 8. miejsce        | 53,06 |